# Whiskey de panís
El whisky de panís (Corn whiskey) és una beguda alcohòlica dels Estats Units feta d'una massa amb com a mínim un 80% de dacsa o blat de moro. Típicament té un mínim de 40% d'alcohol. No s'acostuma a envellir però si es fa és amb bótes de roure.

## Requeriments legals
El whisky de blat de moro es fa a partir d'un puré d'almenys un 80% de blat de moro i es destil·la fins a obtenir una força màxima d'un 80% d'alcohol en volum).
A diferència d'altres whisky americans, el whisky de blat de moro no està obligat a envellir-se en fusta. Si es manté envellit, ha d'estar en bótes de roure no usades o usades prèviament i ha d'estar barrejat a menys del 62,5% abv. En canvi, un whisky destil·lat d'un puré format per almenys un 80% de blat de moro en un barril de roure nou carbonitzat es consideraria bourbon. L'envelliment sol ser breu (sis mesos o menys), període durant el qual el whisky absorbeix el color i el sabor del barril mentre es redueixen els sabors i els alcohols del fusel. També es produeix una variant anomenada whisky de blat de moro directe, en què el whisky s'emmagatzema en contenidors de roure nou usats o no cremats durant dos anys o més. Els whiskies produïts d'aquesta manera i envellits durant almenys quatre anys es poden designar embotellats en fiança si compleixen requisits addicionals.

## Disponibilitat
Molts destil·ladors de whisky americans inclouen whiskys de blat de moro sense envellir a les seves línies de productes juntament amb els borbons i altres estils. Alguns grans productors de whisky fabriquen whiskies de blat de moro sense envellir, però la majoria de whiskies de blat de moro són elaborats per destil·ladors més petits situats per tot el país.